# 25e division de Landwehr (Empire allemand)
Pour les articles homonymes, voir 25e division.
La 25e division de Landwehr est une unité majeure de l'armée prussienne pendant la Première Guerre mondiale.

## Composition

### Structure de guerre du 16 septembre 1916
- 32e brigade d'infanterie de réserve[1]
  - 13e régiment d'infanterie de Landwehr
  - 16e régiment d'infanterie de Landwehr
  - 30e régiment d'infanterie de réserve
  - 2e escadron du 6e régiment de dragons
  - 254e régiment d'artillerie de campagne de la Landwehr
  - 1re compagnie de réserve du 21e bataillon du génie

### Structure de guerre à partir du 10 mars 1918
- 32e brigade d'infanterie de réserve[1]
  - 13e régiment d'infanterie de Landwehr
  - 16e régiment d'infanterie de Landwehr
  - 328e régiment d'infanterie de Landwehr
  - 2e escadron du 6e régiment de dragons de réserve
- 244e commandant d'artillerie
  - 254e régiment d'artillerie de campagne de Landwehr
- 425e bataillon du génie
- 525e commandant divisionnaire du renseignement

## Histoire

### Calendrier de bataille
La division est formée le 10 septembre 1916 sur le front occidental et y sert jusqu'à la fin de la guerre. Après l'armistice, la division déblaie la zone qu'elle occupait, rentre chez elle, où elle est démobilisée et finalement dissoute à la mi-décembre 1918.

#### 1916
- à partir du 10 septembre --- Batailles sur l'Aisne

#### 1917
- jusqu'au 14 mars --- Combats sur l'Aisne
- 15 mars au 5 avril --- Batailles de tranchées sur l'Aisne
- 6 au 22 avril --- Double bataille sur l'Aisne et en Champagne
- à partir du 23 avril --- Batailles de tranchées en Haute-Alsace

#### 1918
- jusqu'au 11 novembre --- Batailles de tranchées en Haute-Alsace
- à partir du 12 novembre --- Dégagement du territoire occupé et marche vers le pays

## Commandants
| Grade           | Nom                             | Date                              |
| --------------- | ------------------------------- | --------------------------------- |
| Generalleutnant | Gustav von Dreising (de)        | 12 septembre 1916 au 16 juin 1917 |
| Generalleutnant | Karl Ludwig von Mühlenfels (de) | 17 juin 1917 au 17 décembre 1918  |